# ソーラーシェアリング上総鶴舞
ソーラーシェアリング上総鶴舞（ソーラーシェアリングかずさつるまい）は、千葉県市原市下矢田にあるソーラーシェアリング（営農型太陽光発電）と隣接する竹林を含めた高澤農園全体の総称。
ちば里山・バイオマス協議会の活動拠点として地域資源活用、持続可能社会の実現に向けての実習、体験ができる多目的実験農場。
敷地内には、昭和17年に竣工した下矢田農業農水の記念碑と遺跡がある。

## ソーラーシェアリング
ほとんどの作物に強すぎる太陽光は有効に働かず炭酸同化作用は増加しない（光飽和点の存在）という事実（稲では太陽光の約55%）に基づき農作物を作る圃場の上３ｍ（作業機が使用出来る高さ）に棒状のソーラーパネルを間隔を開けて鎧戸状に並べ、農作物と電力両方を得る方法。2004年にCHO技術研究所の長島彬氏が開発し特許取得しています。

ソーラーシェアリング上総鶴舞は、農林水産省が設置に関する指針を発表した2013年4月に稼働を始めた全国第1号のソーラーシェアリングシステムである。現在、年間約40,000 kWhの発電をしている。

ソーラーパネルの下で育てている作目：さつまいも、サトイモ、トマト、キュウリ、ブルーベリー、インゲン、キャベツ、ハクサイ、ダイコン、キクイモ他

## 沿革

### ソーラーシェアリング
- 2012年10月　市原市農業委員会は長島氏のデータを根拠に、農地の一時転用を認可
- 2012年10月　着工
- 2013年04月　竣工
- 2013年04月　農林水産省から「ソーラーシェアリングについての指針」が発表されて、一時転用許可を再申請
- 2013年09月　ソーラーシェアリング上総鶴舞は、千葉県から一時転用の認可を受けた。[3]
- 2013年04月　市原市は地域活性化に資する再生可能エネルギーの取り組みとして、一般財団法人 地域活性化センターに報告。全国の優良事例として紹介
- 2018年04月　敷地内で水耕栽培を開始

### ちば里山・バイオマス協議会
- 2015年12月  発足
- 2016年01月  第1回幹事会

## メディアでの紹介

### テレビ
- 2014年10月　NHK「日本の技術　世界への貢献」（ワールド放送）
- 2015年03月　NHK「気候変動との戦い」（NHKBS放送）
- 2016年10月　テレビ朝日 津田大介 日本にプラス

### 新聞・冊子・教科書
- 2013年05月　千葉日報
- 2013年06月　日本経済新聞「名ばかり農地」…されど農地　エネルギーの明日へ
- 2014年01月　平成25年度地域活性化事例集　再生可能エネルギーの導入と利活用
- 2015年03月　雑誌「経済界」　地域が変えるニッポン　農地で太陽光発電事業
- 2015年05月　農林水産省 営農しながら太陽光　千葉のソーラーシェアリング
- 2016年02月　（一社）日本再生可能エネルギー協会　営農しながら太陽光！千葉のソーラーシェアリング
- 2020年04月　啓林館　教科書 わくわく理科（小学校5年生）植物の発芽と成長